# Mike Enzi
Michael Bradley "Mike" Enzi, född 1 februari 1944 i Bremerton, Washington, död 26 juli 2021 i Loveland, Colorado, var en amerikansk republikansk politiker. Han var ledamot av USA:s senat från delstaten Wyoming från 1997 till 2021. Han tog sin examen vid Sheridan High School år 1962. Innan han blev invald till senaten var han affärsman, och hade varit ledamot av delstaten Wyomings lagstiftande församling i över tio år. Han blev omvald som senator 2002, 2008 och 2014.
Enzi rankades av National Journal som den sjätte mest konservativa amerikanska senatorn i sin konservativa/liberala rankning i mars 2007.
I augusti 2013 var Enzi den enda republikanen som skrev under ett brev till stöd för att avsluta det nationella förbudet för donerat blod från män som har sex med män.
Under 2017 var Enzi en av 22 senatorer som undertecknade ett brev till president Donald Trump som uppmanade presidenten att få USA att dra sig ur Parisavtalet.
Den 4 maj 2019 meddelade Enzi att han inte kommer att söka omval år 2020.